# 中国妇女报
中国妇女报是中华全国妇女联合会主办的一封全國性報紙。

## 简介
《中国妇女报》于1984年10月3日创刊，邓小平为该报题写报头。该报由中华全国妇女联合会主办。该报的宗旨是：
向社会宣传妇女，向妇女宣传社会，倡导男女平等，促进妇女进步与发展，维护妇女儿童的合法权益，引导广大妇女在国家建设和社会发展中发挥半边天作用。同时关注现实生活中各种与妇女有关的新闻事件和社会问题，通过舆论作用促进问题的解决。